# Better Man (canción de Little Big Town)
«Better Man» es una canción interpretada por el grupo de country estadounidense Little Big Town, lanzada el 20 de octubre de 2016. Sirvió como el sencillo principal del octavo álbum de estudio del grupo, The Breaker, que fue lanzado el 24 de febrero de 2017. La canción fue escrita por la cantautora estadounidense Taylor Swift y producida por el productor de discos estadounidense Jay Joyce.
«Better Man» se presentó por primera vez en vivo en la 50.ª entrega de los premios CMA el 2 de noviembre de 2016. La canción ganó Canción del año y fue nominada a Sencillo del año y Video musical del año en los Premios CMA 2017. La canción ganó un premio Grammy a la Mejor Interpretación de Grupo/Dúo Country y fue nominada a Mejor Canción Country en la 60.ª Entrega Anual de los Premios Grammy.

## Antecedentes

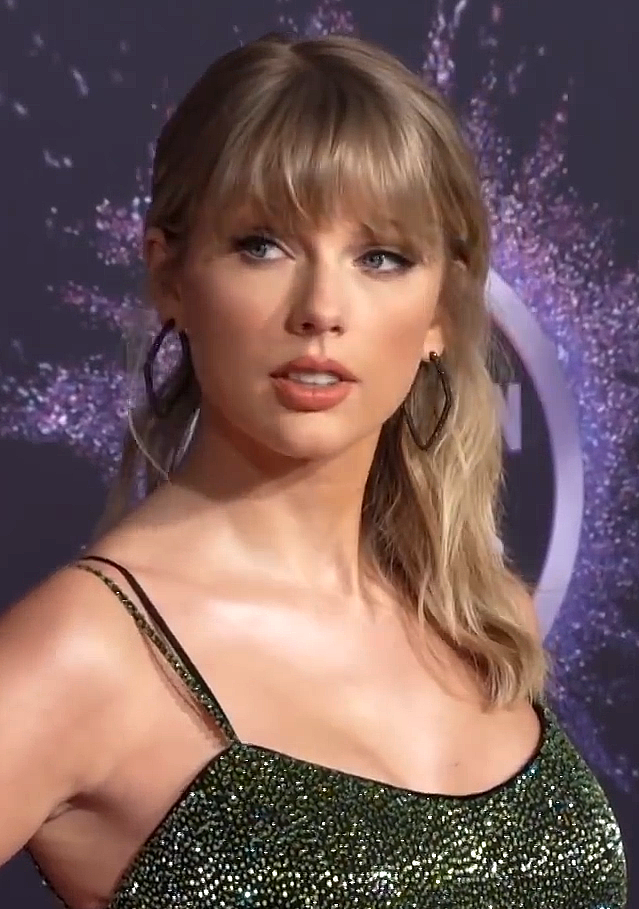
La cantante y compositora estadounidense Taylor Swift es la única escritora de "Better Man", que fue escrita para su álbum de 2012 Red pero no incluida en la lista de canciones final.

La canción fue escrita por Taylor Swift. Según Karen Fairchild, miembro del grupo, Swift pensó en el grupo debido a las armonías y les envió la canción. Según Swift, la canción fue originalmente pensada para su cuarto álbum de estudio Red (2012). Una fuente no identificada de Us Weekly informó que lo envió al grupo en julio de 2016.
«Better Man» tiene una duración de juego de 4 minutos y 21 segundos. La canción tiene un tempo lento de 72 pulsaciones por minuto, escrita con un compás de 4/4. Está en la tonalidad de Fa mayor, con un patrón de acordes de F-C-B♭-B♭2-B♭. La voz principal de Karen Fairchild abarca desde F3 hasta B♭4.
Swift reveló en agosto de 2021 que grabaría su interpretación de «Better Man» para la regrabación de Red en 2021.

## Video musical
Un video musical acompañante fue dirigido por Becky Fluke y Reid Long y se estrenó el 1 de noviembre de 2016. Ambientado en un hogar rural, el video muestra a tres generaciones de padres solteros cuyas parejas finalmente los abandonan. Es de suponer que el ciclo se rompe al final, cuando el personaje de Philip Sweet tiene una niña y se esfuerza por ser un mejor modelo a seguir.

## Recepción de la crítica
Kevin John Coyne, de Country Universe, calificó la canción con una «A» y dijo que «Es un concepto que se basa en tanta verdad que me sorprende que nunca antes lo hubiera escuchado de esta manera» y «Los escritores hacen un gran trabajo de capturar tanto por qué [la narradora de la canción] se quedó tanto tiempo y por qué tuvo que irse, y todos los sentimientos contradictorios que acompañan a eso». El escritor de Taste of Country, Billy Dukes, también elogió la canción y dijo que «esta canción no es tan discordante como algunos de los éxitos más recientes del cuarteto. De hecho, solo se alude vagamente al maltrato de las mujeres: no hay una sola línea que queme el cabello de la nuca. El arreglo de Jay Joyce es suave pero no rígido. Es una de sus producciones más convencionales. Aún así, está claro que el protagonista de Fairchild se está recuperando de un amor que salió muy, muy mal». Taste of Country la clasificó como la 42.ª mejor canción country de la década de 2010.

## Desempeño comercial
La canción vendió 6.000 copias en su primer día de lanzamiento, lo suficiente para permitir que la canción entre en la lista de Hot Country Songs en el puesto 41. Vendió 20.000 la semana siguiente y subió al número 20 en la lista. En su tercera semana vendió 47.000 copias más y subió más al número 6. En la lista Hot Country Songs del 11 de febrero de 2017, «Better Man» alcanzó el número uno, lo que le valió al grupo su tercer líder. Pasó dos semanas en el n.°1 antes de ser destronado por «Body Like A Back Road» de Sam Hunt. La canción fue certificada platino en los Estados Unidos por la RIAA el 23 de agosto de 2017.  La canción ha vendido 772.000 copias en los Estados Unidos hasta febrero de 2018.

## Créditos y personal
Créditos adaptados de Tidal.
- Little Big Town - voz
- Taylor Swift - compositor
- Jay Joyce - productor, programador, bajo, batería, guitarra, teclados, percusión, mezclador, personal de estudio
- Jaxon Hargrove - ingeniero asistente de grabación, personal del estudio
- Jimmy Mansfield - ingeniero asistente de grabación, personal del estudio
- Jason Hall - ingeniero, personal del estudio
- Richard Dodd - ingeniero de masterización, personal de estudio

## Posicionamiento en listas

### Listas semanales
| Listas (2016–17)                   | Mejor posición |
| ---------------------------------- | -------------- |
| Canadá (Canadian Hot 100)          | 56             |
| Estados Unidos (Billboard Hot 100) | 34             |
| Estados Unidos (Hot Country Songs) | 1              |

### Listas de fin de año
| Listas (2017)                                | Posición |
| -------------------------------------------- | -------- |
| Canadá Country (Billboard)                   | 8        |
| Estados Unidos Country Airplay (Billboard)   | 34       |
| Estados Unidos Hot Country Songs (Billboard) | 10       |

### Listas de fin de década
| Listas (2010–2019)                           | Posición |
| -------------------------------------------- | -------- |
| Estados Unidos Hot Country Songs (Billboard) | 29       |

## Otras versiones
Taylor Swift interpretó «Better Man» en el Club Nomadic en Houston como parte del especial de DirecTV, Super Saturday Night el 4 de febrero de 2017. También lo realizó el 31 de marzo de 2018 en el Bluebird Café en Nashville, Tennessee, y el 25 de agosto de 2018, en su parada del Reputation Stadium Tour en el Nissan Stadium de Nashville. El 12 de octubre de 2021, la demostración original de Taylor para «Better Man» se filtró ampliamente en línea.[cita requerida]
El 15 de febrero de 2017, Chase Bryant grabó una versión de la canción, que cambió la narrativa gramatical de segunda persona a primera. La interpretación de Bryant fue descrita favorablemente tanto por Billboard como por Rolling Stone por el cambio en la perspectiva de la canción, así como por las armonías proporcionadas por Runaway June.

## Better Man (Taylor's Version)
Swift volvió a grabar "Better Man", subtitulado "(Taylor's Version)", para su segundo álbum regrabado, Red (Taylor's Version), lanzado el 12 de noviembre de 2021 a través de Republic Records. La regrabada "Better Man" fue escrita por Swift y producida por Swift y Aaron Dessner. También cuenta con una guitarra lap steel y la London Contemporary Orchestra, arreglada por Bryce Dessner.

### Posicionamiento en listas
| Listas (2021)                      | Mejor posición |
| ---------------------------------- | -------------- |
| Canadá (Canadian Hot 100)          | 36             |
| Estados Unidos (Billboard Hot 100) | 51             |
| Estados Unidos (Hot Country Songs) | 13             |
| Global 200 (Billboard)             | 46             |